# William Jennings Bryan
William Jennings Bryan (Salem (Illinois), 19 maart 1860 – Dayton (Tennessee), 26 juli 1925) was een Amerikaans advocaat en politicus. Hij was voor de Democratische Partij driemaal presidentskandidaat (1896, 1900 en 1908), maar wist nooit de verkiezingen te winnen. Van 1913 tot 1915 diende Bryan in het kabinet-Wilson als minister van Buitenlandse Zaken.

## Jeugd en vroege loopbaan
Bryan groeide op in een streng religieus gezin en zijn vroege opleiding, onder andere in Bijbelstudies, zou zijn filosofie in zijn latere leven bepalen. Na zijn rechtenstudie praktiseerde hij eerst in Jacksonville, Illinois om in 1887 naar Nebraska te verhuizen. In 1891 begon Bryan zijn politieke carrière na te zijn verkozen als lid van het Huis van Afgevaardigden. Hij diende twee termijnen in het Huis alvorens zich – tevergeefs – kandidaat te stellen voor een Senaatszetel.

## Drievoudig presidentskandidaat
Gedurende zijn tijd in het Huis van Afgevaardigden werd Bryan leider van een groep Democraten die een op zilver gebaseerde dollar wilde invoeren in plaats van een dekking door goud. Tijdens de Democratische conventie (9 juli 1896) verenigde Bryan de agrarische en zilver-Democraten en veroverde hij de nominatie voor het presidentschap. Zijn Cross of Gold-speech werd een van de bekendste toespraken in de Amerikaanse geschiedenis.
Belangrijke elementen van de Democratische Partij steunden Bryan niet zonder meer en Bryan voerde campagne door zich meer direct met de kiezer in te laten. Bekend om zijn oratorische vermogens hield Bryan vele tientallen toespraken tijdens de campagne om zijn platform van free silver en populisme te bevorderen. Bryan kreeg veel aanhang in vooral het zuiden en het westen van de Verenigde Staten, maar veel midden-inkomens alsmede arbeiders vreesden de zilverbeweging en kozen voor de Republikeinse presidentskandidaat, William McKinley, die uiteindelijk de verkiezingen won.
In de aanloop naar oorlog met Spanje in 1898 was Bryan een van de personen die opriepen tot oorlog. Hij bood zichzelf aan als vrijwilliger, en werd zelfs kolonel van een regiment, maar bleef gedurende de oorlog in Florida en was zodoende nooit direct betrokken bij gevechtshandelingen. Na de oorlog werd hij fel tegenstander van imperialisme in het algemeen en van de Amerikaanse annexatie van de Filipijnen in het bijzonder.
Bij de presidentsverkiezingen van 1900 werd hij wederom de Democratische presidentskandidaat. Hij voerde ditmaal campagne tegen het imperialisme alsmede voor zijn oude stokpaardje, een zilveren munt. Na een energieke campagne met vele toespraken werd hij echter eenvoudig door de zittende president McKinley verslagen.
In 1904 passeerde de Democratische Partij Bryan ten gunste van Alton B. Parker als presidentskandidaat, maar in 1908 werd hij voor de derde maal de Democratische kandidaat. Ook ditmaal verloor Bryan de verkiezingen. President werd de Republikein William Howard Taft.

## Minister van Buitenlandse Zaken
In 1912 was Bryan betrokken bij de benoeming van Woodrow Wilson als de Democratische kandidaat voor het presidentschap bij verkiezingen in dat jaar. Wilson won, mede dankzij een splitsing in de Republikeinse Partij en de vorming van de Bull Moose-Partij door Theodore Roosevelt. Wilson beloonde Bryan voor diens steun met de belangrijkste ministerspost, die bij het State Department (ministerie van Buitenlandse Zaken). Als minister tekende Bryan zo'n 30 verdragen met grotere en kleinere mogendheden in de hoop toekomstige oorlogen te voorkomen. Hij stapte echter in 1915 uit het kabinet van president Wilson na onenigheid over het beleid jegens Duitsland dat hij te confronterend vond. Na de oorlogsverklaring tegen Duitsland bood Bryan zich echter wel aan om op enigerlei wijze deel te nemen aan de oorlog, hetzij politiek of als militair.
Na zijn ministerschap legde Bryan zich toe op sociale thema's zoals vrouwenkiesrecht en de strijd tegen alcoholmisbruik middels drooglegging. Hij streed voor de aanname van het Achttiende Amendement op de Grondwet dat van de drooglegging een feit maakte, en hij verzette zich in 1924 tegen de Democratisch presidentskandidaat Al Smith omdat hij deze niet "droog" genoeg vond. Uiteindelijk won John W. Davis de nominatie, met Bryans jongere broer Charles W. Bryan als vicepresidentskandidaat.

## Scopes-rechtszaak
Na zijn verlies in de campagne van 1900 richtte Bryan zich meer op het geven van toespraken met christelijke thema's. Hij sprak zich geregeld uit tegen de evolutietheorie van Charles Darwin en voor een striktere interpretatie van de bijbel. Hij vond dat Darwins theorieën de moraliteit aantastten, een opvatting die zich na de Eerste Wereldoorlog zou versterken.
In zijn strijd tegen het darwinisme richtte hij zich vooral op het onderwijs in deze theorie en hij steunde het verbod op dergelijk onderwijs in enkele zuidelijke staten. In Tennessee werd zo de Butler Act in 1925 van kracht die het scholen verbood de evolutietheorie te onderwijzen. Nadat John Scopes deze wet overtrad en toch de evolutietheorie in zijn lessen opnam, kwam het tot een rechtszaak; de Scopes-rechtszaak, die nationaal en internationaal bekendheid zou verwerven als de Monkey Trial, het "apenproces".
Bryan fungeerde in deze rechtszaak prominent als een van de openbaar aanklagers en zijn verhoor aan de hand van een advocaat voor de verdediging bracht zijn onkunde in de wetenschappelijke achtergrond van de evolutietheorie aan het licht. Uiteindelijk werd Scopes toch schuldig bevonden, een veroordeling die later door het Hooggerechtshof van Tennessee ongedaan zou worden gemaakt. Vijf dagen nadat Bryan de rechtszaak had gewonnen, overleed hij op 65-jarige leeftijd in zijn slaap.
Jefferson ·
Randolph ·
Pickering ·
Marshall ·
Madison ·
Smith ·
Monroe ·
Adams ·
Clay ·
Van Buren ·
Livingston ·
McLane ·
Forsyth ·
Webster ·
Upshur ·
Calhoun ·
Buchanan ·
Clayton ·
Webster ·
Everett ·
Marcy ·
Cass ·
Black ·
Seward ·
Washburne ·
Fish ·
Evarts ·
Blaine ·
Frelinghuysen ·
Bayard ·
Blaine ·
Foster ·
Gresham ·
Olney ·
Sherman ·
Day ·
Hay ·
Root ·
Bacon ·
Knox ·
Bryan ·
Lansing ·
Colby ·
Hughes ·
Kellogg ·
Stimson ·
Hull ·
Stettinius ·
Byrnes ·
Marshall ·
Acheson ·
Dulles ·
Herter ·
Rusk ·
Rogers ·
Kissinger ·
Vance ·
Muskie ·
Haig ·
Shultz ·
Baker ·
Eagleburger ·
Christopher ·
Albright ·
Powell ·
Rice ·
Clinton ·
Kerry ·
Tillerson ·
Pompeo ·
Blinken
- Bibsys: 90191403
- Bibliothèque nationale de France: cb119525791 (data)
- CiNii: DA05002943
- Gemeinsame Normdatei: 118667793
- International Standard Name Identifier: 0000 0001 2320 1807
- Library of Congress Control Number: n80044871
- MusicBrainz: c01bf6cd-805e-4cea-9d4a-e417489b661f
- National Archives and Records Administration: 10581206
- Bibliotheek van het Japanse parlement: 00552071
- Nationale bibliotheek van Australië: 35023221
- Nationale Bibliotheek van Israël: 987007259102705171
- Nationale en Universitaire bibliotheek Zagreb: 000688598
- Nederlandse Thesaurus van Auteursnamen: 069960445
- Réseau des bibliothèques de Suisse occidentale: 02-A003052122
- SNAC: w6zm6648
- Système universitaire de documentation: 027499561
- Trove: 797194
- Biographical Directory of the United States Congress: B000995
- Virtual International Authority File: 32004807
- WorldCat: E39PBJp9rpYJ76bcmXfvpKK68C